# ピエール・ヴェルニエ
ピエール・ヴェルニエ（Pierre Vernier、1580年8月19日 - 1637年9月14日）は、フランスの数学者、測定装置の発明者である。測定機の副尺（英語ではヴェルニエの名からバーニヤと呼ばれる）を発明した。
フランシュ＝コンテのオルナン（当時スペイン統治下のブルゴーニュ伯領）で生まれた。父親から科学の教育を受けて、スペイン王の軍人となり、後にオルナンの城主となった。さらにブルゴーニュ伯領における顧問官および財務長官となった。
1631年にブリュセルで "La construction, l'usage, et les proprietes du quadrant nouveau de mathematiques" を著し、その中で副尺について記述した。
それまでの四分儀の目盛は、0.5度で刻まれていたのに対して、目盛の間隔の少し狭めて刻んだ目盛の動尺を組合わせることによって、角度を1分の精度でよみとることを可能にした。バーニヤは、ノギスやマイクロメーター、六分儀、気圧計（水柱式気圧計）などの測定値の読取に広く用いられた。クリストファー・クラヴィウスも同様なアイデアについて述べたが、実際に測定機につけることはしなかった。ポルトガルの数学者ペドロ・ヌネシュも異なる方法でアストロラーベに副尺を付けたことから、19世紀の始めまではバーニヤはノニウス（ヌネシュのラテン語読み）と呼ばれていた。ただ、現在でもノニウス（またはノニオ）と呼んでいる国は多数あり、日本での呼称であるノギスもノニウスが語源である。